# 盧基 (梅納區)
51°23′53″N 32°11′7″E / 51.39806°N 32.18528°E
盧基（烏克蘭語：Луки），是烏克蘭北部的村莊，隸屬切爾尼希夫州的科留基夫卡區。該村始建於1750年，面積0.25平方公里，海拔高度110米，2001年人口41，人口密度每平方公里164人。